# Aedes sylvaticus
Aedes sylvaticus é um espécie de mosquito do Género Aedes, pertencente à família Culicidae.